# Oleksandr Rojtburd

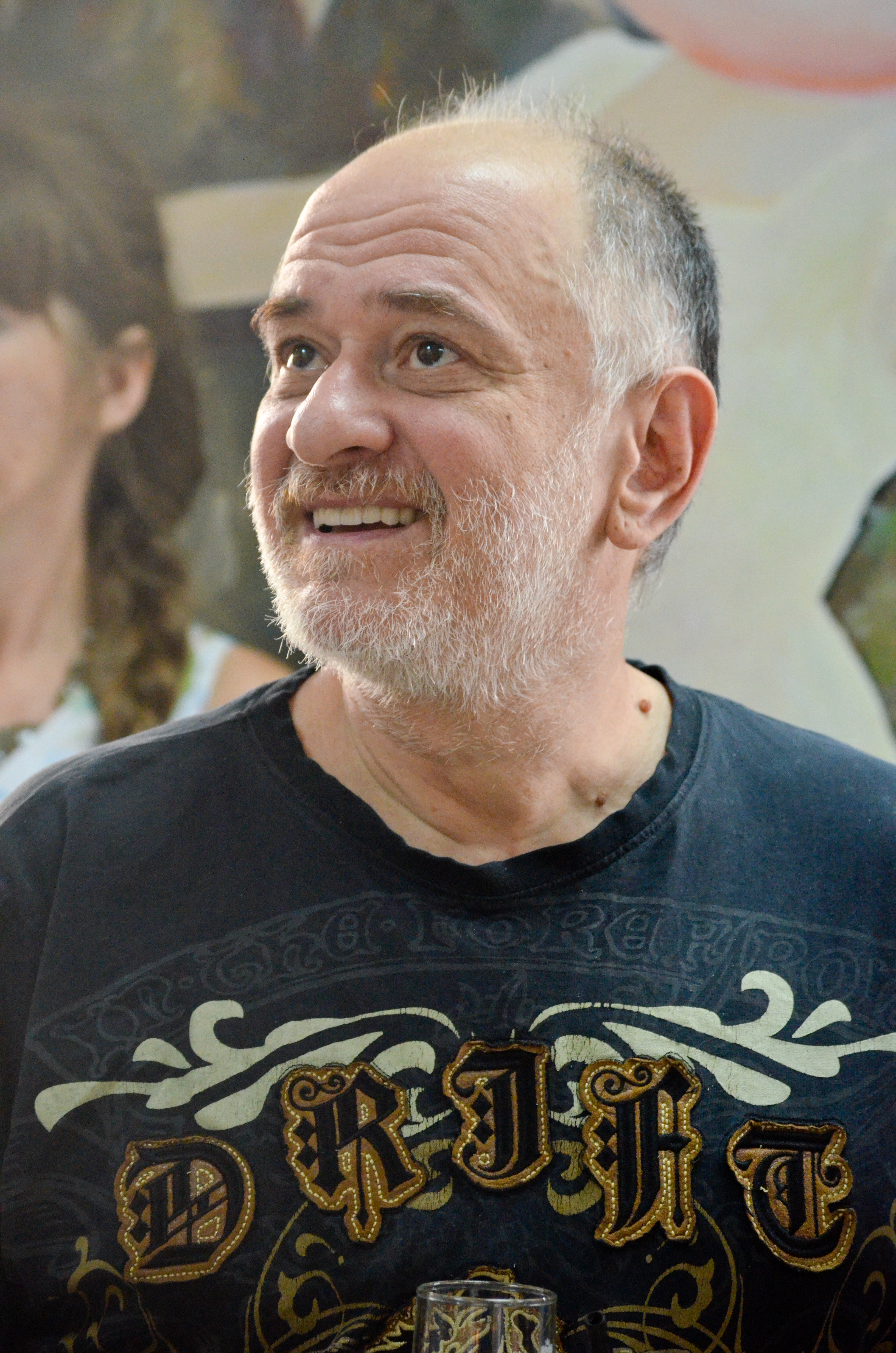
Oleksandr Rojtburd (2014)

Oleksandr Anatolijowytsch Rojtburd (ukrainisch Олександр Анатолійович Ройтбурд; * 14. Oktober 1961 in Odessa, Ukrainische SSR; † 8. August 2021 in Odessa) war ein ukrainischer Künstler der Ukrainian New Wave und Mitbegründer der Theorie der Ukrainischen Transavantgard. Er arbeitete als Maler und Installationskünstler, unter anderem mit Video- und Fotoprojekten. Auf dem Kiewer Buch-Arsenal 2016 war ein Saal mit großformatigen provokativen Werken seinem Wirken gewidmet. Seit dem März 2018 bis zum 4. September 2019 war er Direktor des Kunstmuseums Odessa. Im September 2021 erscheinen posthum im Verlag Meridian Czernowitz illustriert von Serhij Schadan seine Verse eines Dilettantan.

## Ausbildung
Abschluss des Pädagogischen Instituts Odessa, Abteilung Malerei im Jahr 1983.

## Werk
Oleksandr Rojtburd gilt als eine der bedeutendsten Erscheinungen der Ukrainian New Wave Bewegung. Vordergründig sind seine Arbeiten zumeist mythologisch bestimmt und von archetypischen Darstellungen durchzogen. Dennoch bleiben die Elemente des Surrealen innerhalb organischer Grenzen einer subtil verlaufenden Evolution. Als Maler ist er nie Kompromisse eingegangen, auf der Suche nach griechischem Vorbild seinen persönlichen Stil durch eine Transformation weiterzuentwickeln, zu definieren. Seine jüngsten Arbeiten sind gekennzeichnet durch die Zurückweisung von Sarkasmus und Dramatik. Der Konflikt verschwindet von der Bildfläche, zugunsten einer subtilen Ironie und Intimität.

## Ausstellungen
- 2003: The Retrospective, Bereznitsky Gallery (L-art Gallery), Ludmila Beresnitsky, Kiew, Ukraine
- 2001: One-Man-Show, Museum of Cultural Heritage, Kiew, Ukraine
- 1997: The Every Day Life in Pompeij, Atelier Karas Gallery, Kiew, Ukraine

## Gruppenausstellungen
- 2002: Arts and Drugs, Rebellminds Gallery, Berlin
- 2001: Plateau of Mankind, 49th Venice Biennale, Venedig, Italien
- 2000: Video Time, MOMA, New York, USA

## Literarisches Werk
- Verse eines Dilettanten (Вірші дилетанта). Meridian Czernowitz, Czernowitz 2021.[4]

## Belege
1. ↑  Помер художник Олександр Ройтбурд. Бабель, 8. August 2021.
2. ↑  Home page - Одеський художній музей. 16. Mai 2022, abgerufen am 14. September 2023 (amerikanisches Englisch).
3. ↑  OLEKSANDR ROJTBURD Archives. In: Stedley Art Foundation. Abgerufen am 14. September 2023 (amerikanisches Englisch).
4. ↑  Oleksandr Rojtburd, Serhiy Zhadan: Wirschi dylentanta. Meridian Czernowitz, 2021, ISBN 978-6-17802419-2.

| Personendaten    | Personendaten |
| ---------------- | --- |
| NAME             | Rojtburd, Oleksandr |
| ALTERNATIVNAMEN  | Ройтбурд, Олександр Анатолійович (ukrainisch); Rojtburd, Oleksandr Anatolijowytsch (vollständiger Name); Roitburd, Alexander |
| KURZBESCHREIBUNG | ukrainischer Künstler der Ukrainian New Wave                                                                                 |
| GEBURTSDATUM     | 14. Oktober 1961 |
| GEBURTSORT       | Odessa, Ukrainische SSR, Sowjetunion                                                                                         |
| STERBEDATUM      | 8. August 2021 |
| STERBEORT        | Odessa |